# Francesc Martorell Peña
Pour les articles homonymes, voir Martorell (homonymie).
Francesc Martorell Peña, né le 19 novembre 1822 à Barcelone (Catalogne, Espagne) et mort le 9 novembre 1878 dans la même ville, est un agent de change catalan et antiquaire de profession. Francesc Martorell est également voyageur, spécialiste de numismatique, naturaliste amateur (il étudie plus particulièrement la malacologie) et passionné d'archéologie.

## Biographie
Il étudie l'archéologie des Baléares et notamment les monuments mégalithiques. Il s'intéresse également aux vestiges de la colonisation grecque dans l'aire catalane et insulaire. Il centre ses recherches sur la culture talayotique des îles Baléares et la culture nuragique de Sardaigne, localisant des structures jusqu'alors inconnues. En 1868, il visite L'Alguer en Sardaigne pour étudier des nuraghes sardes et y découvre la persistance de la langue catalane.
Il lègue à la ville de Barcelone une somme de 125 000 pesetas dont les intérêts accumulés devaient servir à instituer un prix quinquennal de 20 000 pesetas, destiné à récompenser l’auteur, espagnol ou étranger, de la meilleure œuvre traitant d’archéologie espagnole (Prix Martorell).
Dans ses dispositions testamentaires, il lègue également à la ville de Barcelone ses collections, sa bibliothèque et une autre somme d’argent destinée à la création d’un musée public. Ce musée est inauguré le 25 septembre 1882 dans le parc de la Ciutadella et porte le nom de Museo Martorell de Arqueología y Ciencias Naturales, qui est actuellement le musée de géologie de Barcelone (Museo de Geología de Barcelona).

### Sources
- (ca) Cet article est partiellement ou en totalité issu de l’article de Wikipédia en catalan intitulé « Francesc Martorell i Peña » (voir la liste des auteurs).